# Masina
Masina är en stadsdel (franska: commune) i Kinshasa. Antalet invånare är 485 167.